# Jean-Pierre Roset
Jean-Pierre Roset, né le 28 août 1941 à Besançon, est un footballeur français qui évolue au poste de gardien de but.
Joueur dont la carrière s'étale de 1960 à 1974, il dispute plus de 300 matchs en Division 2, principalement sous les couleurs du RCFC Besançon.

## Biographie
Fils de Louis Roset, gardien de but professionnel au RCFC Besançon durant la saison 1945-1946, Jean-Pierre suit le même parcours au même poste. Il dispute 320 matchs dans ce même club en championnat de deuxième division, 25 matchs de Coupe de France et 4 matchs de Coupe Drago. Il fait tout de même défaut à Besançon durant la saison 1968-1969 où il s’exile au Chaumont FC (28 matchs) + (1 en coupe).
Gardien souple, agile et téméraire, il est considéré longtemps comme un grand espoir. Malgré les sollicitations de plusieurs clubs plus huppés, il reste fidèle à sa ville natale où il tient un commerce d’articles de sports.
Il commence sa carrière professionnelle le 1er janvier 1961 face à Bordeaux, pour la terminer le 26 mai 1974 devant Lorient.
Aujourd’hui retraité, Jean-Pierre Roset demeure toujours sur les rives du Doubs.

## Carrière et statistiques en club

### Parcours amateur
- 1953 à 1959 :  P.S. Besançon   (minime à junior)
- 1959-1960 : Thiers S.A.
- 1961-1962 : Nimes O.
- 1974 à 1978 : U.S. Baume les Dames

### Parcours professionnel
| Saison                | Club                  | Championnat           | Championnat | Championnat | Coupe(s) nationale(s) | Coupe(s) nationale(s) | Coupe Drago | Coupe Drago | Total | Total |
| Saison                | Club                  | Division              | M.          | B.          | M.                    | B.                    | M.          | B.          | M.    | B.    |
| 1960-1961             | RCFC Besançon         | Division 2            | 13          | 0           | 1                     | 0                     | 1           | 0           | 15    | 0     |
| 1962-1963             | RCFC Besançon         | Division 2            | 5           | 0           | -                     | -                     | -           | -           | 5     | 0     |
| 1963-1964             | RCFC Besançon         | Division 2            | 33          | 0           | 2                     | 0                     | 1           | 0           | 36    | 0     |
| 1964-1965             | RCFC Besançon         | Division 2            | 27          | 0           | 3                     | 0                     | 1           | 0           | 31    | 0     |
| 1965-1966             | RCFC Besançon         | Division 2            | 31          | 0           | 5                     | 0                     | 1           | 0           | 37    | 0     |
| 1966-1967             | RCFC Besançon         | Division 2            | 34          | 0           | 2                     | 0                     | -           | -           | 36    | 0     |
| 1967-1968             | RCFC Besançon         | Division 2            | 25          | 0           | -                     | -                     | -           | -           | 25    | 0     |
| 1968-1969             | Entente Chaumont AC   | Division 2            | 28          | 0           | 2                     | 0                     | 1           | 0           | 31    | 0     |
| 1969-1970             | RCFC Besançon         | Division 2            | 27          | 0           | 2                     | 0                     | 1           | 0           | 30    | 0     |
| 1970-1971             | RCFC Besançon         | Division 2            | 27          | 0           | 3                     | 0                     | 1           | 0           | 31    | 0     |
| 1971-1972             | RCFC Besançon         | Division 2            | 30          | 0           | 3                     | 0                     | -           | -           | 33    | 0     |
| 1972-1973             | RCFC Besançon         | Division 2            | 34          | 0           | 2                     | 0                     | -           | -           | 36    | 0     |
| 1973-1974             | RCFC Besançon         | Division 2            | 34          | 0           | 2                     | 0                     | -           | -           | 36    | 0     |
| Total sur la carrière | Total sur la carrière | Total sur la carrière | 348         | 0           | 27                    | 0                     | 7           | 0           | 382   | 0     |

### Palmarès
- Élu meilleur joueur de division 2 pour la saison 1963-1964[3]

## Carrière internationale

### France Espoirs
Lors de la saison 1963-1964, Jean-Pierre Roset obtient sa première et unique sélection avec l'équipe de France espoirs, lors d'une confrontation contre l'équipe d'Angleterre espoirs, qui se conclut sur le score de deux buts partout.

### France Division 2
Roset est sélectionné à deux reprises avec l'équipe de France B, d'abord lors de la saison 1963-1964 pour disputer un Italie – France dont le score final est de 3 à 2, puis une deuxième fois la saison suivante, toujours pour une rencontre contre l'Italie remportée sur la marque de 4 buts à2.